# Penny Flame

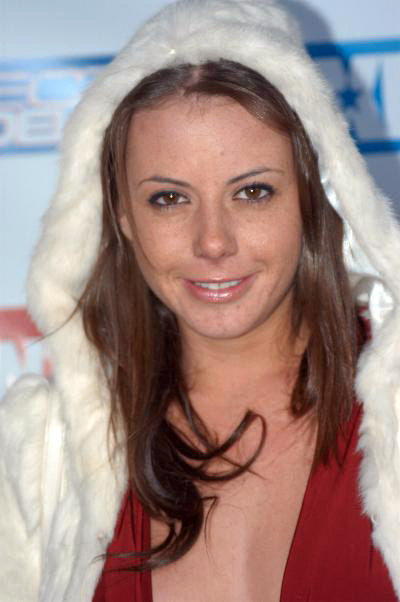
Penny Flame (2009)

Penny Flame (* 22. Februar 1983 in Aurora, Colorado als Jennifer Ketcham) ist eine ehemalige US-amerikanische Pornodarstellerin. Ihr Pseudonym spielt auf den Beatles-Song „Penny Lane“ an.

## Leben
Flame wuchs in der San Francisco Bay Area auf und stieg 2001 in die Pornobranche ein. Zu Beginn drehte sie nur Solo- und Lesben-Szenen, ihr erster Hardcore Film erschien 2005. Die Internet Adult Film Database (IAFD) listet rund 480 Filme (Stand: August 2014) auf, in denen sie mitgespielt hat, sowie neun Filme, in denen sie Regie geführt hat.
Ihre erste Rolle in einer Big-Budget-Produktion war in „Darkside“ von James Avalon an der Seite von Hillary Scott. Weitere Filme sind die interaktive DVD „Playing With Penny Flame“, „Repo Girl“, „Darkside“, „Jack’s Playground“ (Folge 1), das Remake „Debbie Does Dallas...Again“ sowie Roller Dollz. Außerdem spielte sie in vielen Filmen der Shane's World Produktion und BDSM-Szenen für die Internetseite Kink mit.
2009 drehte sie die Reality-TV-Show Sex Rehab with Dr. Drew (ein Spinoff von Celebrity Rehab with Dr. Drew) und spielte auch in der anschließenden zweiten Staffel von Celebrity Rehab Presents Sober House mit. Sie wurde in dieser Show wegen Sexsucht behandelt. Im Anschluss kündigte sie das Ende ihrer Pornodarstellerkarriere an. Seitdem trat sie im Fernsehen bei Oprah Winfrey, Tyra Banks, Entertainment Tonight und anderen auf. Ihr letzter pornographischer Film war Celebrity Pornhab with Dr. Screw, eine Parodie auf die Reality-TV-Show von Dr. Drew Pinsky.
Sie schreibt ein Blog über ihren Entzug sowie als Gastautorin für die Huffington Post in Los Angeles und schrieb ihre Memoiren, die im Juli 2012 veröffentlicht wurden.

## Filmografie (Auswahl)
- 2003: When Dreams Collide
- 2004: Ambition
- 2004: Redemption
- 2004–2008: Women Seeking Women 7, 8, 24, 27, 39, 45
- 2005: The Outlaws Battle
- 2005: POV Pervert 5
- 2007: No Man’s Land 42
- 2007: Spunk’d – The Movie
- 2008: Roller Dollz
- 2012: River Party Girls on Fire

## Veröffentlichungen
- I Am Jennie. Gallery Books, New York 2012, ISBN 978-1-4516-4478-4.

## Auszeichnungen
- 2005: XRCO Award „Best On-Screen Couple“
- 2005: AVN Award „Best Solo Sex Scene“ in „Repo Girl“ von Digital Playground
- 2006: AVN Award „Best Couples Sex Scene - Film“ zusammen mit Herschel Savage in „Darkside“
- 2006: AVN Award „Best Group Sex Scene - Film“ in „Darkside“
- 2008: AVN Award „Best Actress - Film“ (in „Layout“ von Vivid Entertainment Group)[7]
- 2008: AVN Award „Best Couples Sex Scene - Film“ (in „Layout“, zusammen mit Tom Byron)
- 2008: F.A.M.E. Award: „Favorite Oral Starlet“
- 2010: AVN Award „Best Supporting Actress“ (in „Throat: A Cautionary Tale“)